# LikeMe
#LikeMe is een Belgische muzikale jeugdserie die wordt uitgezonden sinds 2019. De eerste vier seizoenen gaan over Caro en haar vrienden in hun avonturen in een middelbare school: het SAS (School Aan de Stroom). #LikeMe lanceerde  nieuwe acteer- en zangtalenten zoals Pommelien Thijs, Camille Dhont, Francisco Schuster en Maksim Stojanac, die nadien elk een solocarrière opbouwden.
De serie werd bedacht en geproduceerd door Thomas Van Goethem en is een coproductie tussen Fabric Magic en Ketnet, die de serie ook uitzendt. Elke aflevering bevat twee musicalnummers, telkens gebaseerd op bekende Belgische en Nederlandse klassiekers. Naast de hoofdcast, die volledig uit jongeren bestaat, zijn er veel gekende acteurs in ondersteunende rollen.
De eerste vier seizoenen werden tijdens de zomervakantie opgenomen in en rond Antwerpen, de PTS in Boom fungeerde als locatie van de fictieve school. Het vijfde seizoen #LikeMe-reeks speelt zich af op een praktijkschool in Middelkerke: het SAK (School Aan de Kust). Het Heilig Hartinstituut en het gebouw van ESAT (Departement Elektrotechniek) van de KU Leuven in Heverlee fungeren als nieuwe locaties voor de school.

## Verhaal

### Seizoen 1-4
Caro woont met haar familie in een dorpje in de Ardennen. Ze heeft een goede vriendengroep en krijgt veel liefde van haar ouders. Wanneer haar mama ziek wordt en behandeling nodig heeft in het ziekenhuis, verhuist Caro naar Antwerpen en schrijft zich in aan de middelbare school het SAS. Ze moet opnieuw vrienden maken in de nieuwe school. Doordat ze verlegen is, loopt het contact met haar leeftijdsgenoten niet zo gemakkelijk. Ze kruipt liever weg in haar boeken. Maar al snel maakt Caro nieuwe vrienden, waaronder de sportieve Vince en de gevoelige Yemi. De stoere Camille, die verliefd is op Vince en de hoofdrol in de musical wil spelen, maakt het niet makkelijk voor Caro.
In het tweede seizoen loopt de zomervakantie ten einde en iedereen in Antwerpen maakt zich op voor een nieuwe start. Caro keert samen met haar vader, Peter Timmers, terug naar de Ardennen. Deze verandering blijkt echter moeilijker dan verwacht zonder haar moeder, Kristel. Ook in Antwerpen is niets meer zoals vroeger. Camille ondervindt de gevolgen van haar daden van het afgelopen jaar en het is Merel, haar voormalige beste vriendin, die de nieuwe "Queen Bee" is geworden.
In het derde seizoen keren Caro en Vince terug van planeet "Varo", meer verliefd dan ooit. En toch lijken hun werelden soms ver weg. Caro worstelt met de liefde en met zichzelf. Emma, een nieuwe SAS-student begint aan nieuwe avonturen. Haar rebelse acties leiden tot chaos op school en conflicten met vrienden. De vrolijke en goedlachse Yemi heeft het moeilijk. Hij wordt gepest door Dennis, een jongen in het rugbyteam, omdat hij homo is.
In het vierde seizoen zijn de vrienden in hun laatste jaar. Yemi wil het meeste uit hun laatste jaar SAS halen en stelt zijn bucketlist voor. Titin wordt gediagnosticeerd met de ziekte van Alzheimer en het raakt Caro hard. Het afstuderen nadert. Caro besluit   literatuur te gaan studeren in Engeland en samen met Vince te vertrekken. Uiteindelijk besluit zij toch in België te blijven bij Titin en gaan Caro en Vince als vrienden uit elkaar.

### Seizoen 5
Mia is een tiener die met haar twee mama's richting de kust trekt om daar Mode en Creatie te studeren aan de SAK, School Aan de Kust. Ze hoopt antwoorden over zichzelf te vinden bij haar nieuwe vrienden. De tieners studeren aan de SAK, de School Aan de Kust, een fictieve school gericht op praktijkgericht onderwijs. Scholieren kunnen er onder meer Mode en Creatie of Mechanica volgen op een boogscheut van de Belgische kust, in Middelkerke.

## Personages

### Hoofdrollen Seizoen 1-4
- Caroline "Caro" Timmers (Pommelien Thijs) is een introvert meisje met een positieve kijk op het leven. Ze is net verhuisd en worstelt om vrienden te maken op haar nieuwe school.
- Vince Dubois (Maksim Stojanac) is een populaire jongen op school. Hij is de zoon van een bekende voetballer.
- Yemi Mwamba (Francisco Schuster) is een vrolijke jongen die iedereens vriend wil zijn.
- Camille Van Beem (Camille Dhont)  is de grootste diva van de bende. Toch heeft zij ook een menselijke kant.
- Emma Wolfs (Lotte De Clerck) is een rebellerende tiener en nichtje van de directeur. (S3-4)
- Maria Hernandez (Sali Haidara) is heel eigenwijs en durft dingen te zeggen waarvan anderen dit niet durven te zeggen.[2] (S2-4)
- Kyona Wen (Joey Kwan) is een intelligent meisje. Net als Caro leest ze graag boeken. (S1-2)
- Scott Klijnen (Danny Dorland) is een mysterieuze jongen. Hij was Camille's vriendje, maar ze kunnen elkaar niet meer uitstaan. (S2-4)

### Bijrollen
- Peter Timmers (Jeroen Van Dyck)
- Kristel Jacobs (S1-S2) (Ann Van den Broeck)
- Valentine Jacobs "Titin" (Janine Bischops)
- Olivier Dubois (Gunther Levi)
- Philippe Meeussen (Sven De Ridder)
- Monique Van Beem (Daisy Thys)
- Karel Wolfs (Hugo Sigal)
- Pieter Botty (Vincent Banić)
- Lucia Schmidt (Marianne Carlier)
- Nona Willems (Megane Moerenhout)
- Merel Mintiens (Liandra Sadzo)
- Julie Debruyne (S1-S2) (Kiara Mintiens)
- Eline Broers (Melissa Hendrikx)
- Lenn Vanderkerckhove (S1) (Tobe Vandekerckhove)
- Quinten Boujouh (Amine Boujouh)
- Gunther Hoek (Aaron Van Goethem)
- Kobe Vanden Steen (Dario Vanden Steen)
- Mevrouw Verbelen (S1-S2) (Linda De Ridder)
- Mevrouw Crabs (S2-S4) (Slongs Dievanongs)
- Mevrouw Cardinaels (S2-S4) (Greet Rouffaer)
- Saskia Vleugels (S2) (Karen Damen)
- Free Janssens (S2) (Amaryllis Uitterlinden)
- Mimi (S2) (Ann Reymen)
- Tanguy (S2) (Bas Van Weert)
- Leon (WS) (Lucas Van den Eynde)
- Jonas (S3-S4) (Aaron Blommaert)
- Dennis (S3) (Emanoel Nascimento Borges)
- Moeder van Yemi (S3-S4) (Saar Niragire De Groof)
- Meneer Kwanten (S3) (Frank Focketyn)
- Stéphanie (S3-S4) (Margaux Deckers)
- Suzanne (S4) (Maike Boerdam)
- Roger L'Argent (S4) (Wim Opbrouck)
- Roberto Hernandez (S4) (Jean Bosco Safari)
- Reinhilde (S4) (Danni Heylen)
- Victor Nelissen (S4) (Tom Dingenen)
- Jean (S4) (Door Van Boeckel)

### Hoofdrollen Seizoen 5
- Mia Sand (Amber Aerts)
- Louise De Bruyn (Marthe Willems)
- Jules Bleumers (Renzo Olievier)
- Sem De Bruyn (Zion Luts)
- Oscar Dupont (Pieter Vreys)
- Raoul Morales (Jerôme Plattenbos)

### Bijrollen Seizoen 5
- Lio Scheffers (Ruth Boelaert)
- Victor (Thomas Baart)
- Manu (Bill Barberis)
- Melanie Sand (Evi Hanssen)
- Anne Sand (Joke Devynck)
- Inge Dupont (Bieke Ilegems)
- Gijs Dupont (Erik Goossens)
- Jesse Dupont (Victor Lammertijn)
- Omar Morales (Abbas Fasaei)
- Marijke Vleming (Joke Emmers)
- Meneer Le Roi (Gustaph)
- Mevrouw Song (Silke Mastbooms)
- Meneer Verberght (Lukas Lelie)
- Idris (Hakim Chatar)
- Laura (Moora Vander Veken)

## Afleveringen
| Seizoen | Seizoen | Afleveringen | Uitgezonden      | Uitgezonden      |
| Seizoen | Seizoen | Afleveringen | Start seizoen    | Seizoensfinale   |
| ------- | ------- | ------------ | ---------------- | ---------------- |
|         | 1       | 13           | 13 januari 2019  | 7 april 2019     |
|         | 2       | 13           | 12 januari 2020  | 5 april 2020     |
|         | Special | Special      | 20 december 2020 | 27 december 2020 |
|         | 3       | 13           | 12 januari 2022  | 6 april 2022     |
|         | 4       | 13           | 11 januari 2023  | 5 april 2023     |
|         | 5       | 13           | 8 januari 2025   | 2 april 2025     |

## Rolverdeling
| Acteur                    | Personage        | Seizoen 1 | Seizoen 2 | Winterspecial | Seizoen 3 | Seizoen 4 |
| ------------------------- | ---------------- | --------- | --------- | ------------- | --------- | --------- |
| Pommelien Thijs           | Caro Timmers     | 13        | 13        | 1             | 13        | 13        |
| Maksim Stojanac           | Vince Dubois     | 13        | 13        | 1             | 13        | 13        |
| Camille Dhont             | Camille Van Beem | 13        | 13        | 1             | 2         | 13        |
| Francisco Schuster        | Yemi Mwamba      | 13        | 13        | 1             | 13        | 13        |
| Joey Kwam                 | Kyona Wen        | 13        | 2         | -             | -         | -         |
| Sali Haidara              | Maria Hernandez  | -         | 13        | 1             | 13        | 13        |
| Danny Dorland             | Scott Klijnen    | -         | 13        | -             | 13        | 13        |
| Lotte De Clerck           | Emma Wolfs       | -         | -         | -             | 12        | 13        |
| Jeroen Van Dyck           | Peter Timmers    | 12        | 5         | 1             | 3         | 11        |
| Janine Bischops           | Titin Jacobs     | 12        | 9         | -             | 11        | 13        |
| Ann Van den Broeck        | Kristel Jacobs   | 7         | 6         | -             | -         | -         |
| Vincent Banić             | Pieter Botty     | 12        | 6         | -             | 3         | 6         |
| Hugo Sigal                | Karel Wolfs      | 8         | 6         | -             | 12        | 10        |
| Gunther Levi              | Olivier Dubois   | 8         | 11        | -             | 5         | 6         |
| Sven De Ridder            | Phillipe Meeusen | 5         | 11        | -             | 5         | 6         |
| Liandra Sadzo             | Merel Mintiems   | 13        | 12        | -             | 13        | 11        |
| Megane Moerenhout         | Nona Willems     | 13        | 12        | -             | 12        | 12        |
| Melissa Hendrikx          | Eline Broers     | 13        | 12        | -             | 11        | 11        |
| Kiara Mintiens            | Julie Debruyne   | 13        | 12        | -             | -         | -         |
| Margaux Deckers           | Stéphanie        | -         | -         | -             | 11        | 11        |
| Aaron Blommaert           | Jonas            | -         | -         | -             | 5         | 7         |
| Slongs Dievanongs         | Mevrouw Crabs    | -         | 4         | -             | 6         | 5         |
| Daisy Thys                | Monique Van Beem | 3         | 9         | -             | -         | 7         |
| Dario Vanden Steen        | Kobe             | 13        | 13        | -             | 13        | 13        |
| Amine Boujouh             | Quinten Boujouh  | 13        | 10        | -             | 13        | 10        |
| Aaron Van Goethem         | Gunther          | 13        | 11        | -             | 13        | 11        |
| Tobe Vandekerckhove       | Lenn             | 13        | -         | -             | -         | -         |
| Marianne Carlier          | Lucia Schmidt    | 8         | 5         | -             | 4         | 1         |
| Karen Damen               | Saskia Vleugels  | -         | 6         | -             | -         | -         |
| Amaryllis Uitterlinden    | Free Janssens    | -         | 10        | -             | -         | -         |
| Lucas Van den Eynde       | Leon             | -         | -         | 1             | -         | -         |
| Emanoel Nascimento Borges | Dennis           | -         | -         | -             | 10        | -         |

| Acteur            | Personage        | Seizoen 1 |
| ----------------- | ---------------- | --------- |
| Amber Aerts       | Mia Sand         | 13        |
| Pieter Vreys      | Oscar Dupont     | 13        |
| Marthe Willems    | Louise De Bruyn  | 13        |
| Renzo Olievier    | Jules Bleumers   | 13        |
| Zion Luts         | Sem De Bruyn     | 13        |
| Jerome Plattenbos | Raoul Morales    | 13        |
| Thomas Baart      | Victor           | 12        |
| Ruth Boelaert     | Lio              | 12        |
| Bill Barberis     | Manu             | 11        |
| Abbas Fasaei      | Omar Morales     | 9         |
| Joke Emmers       | Marijke Vleming  | 9         |
| Erik Goossens     | Gijs Dupont      | 8         |
| Victor Lammertijn | Jesse Dupont     | 8         |
| Evi Hanssen       | Melanie Sand     | 8         |
| Bieke Ilegems     | Inge             | 8         |
| Joke Devynck      | Anne             | 7         |
| Hakim Chatar      | Idris            | 7         |
| Gustaph           | Meneer Le Roi    | 7         |
| Nayah Bertels     | Zoë Morales      | 7         |
| Silke Mastbooms   | Mevrouw Song     | 5         |
| Luc Appermont     | Pierre           | 4         |
| Bart Kaëll        | Jean             | 4         |
| Lukas Lelie       | Meneer Verberght | 4         |

## Concerten
Op 7 april 2019 kwam de cast naar de Lotto Arena in Antwerpen met #LikeMe in Concert. Dit was het eerste concert van de vijf hoofdpersonages Caro, Vince, Camille, Yemi en Kyona. Het eerste concert was in een mum van tijd uitverkocht, waardoor er een tweede werd toegevoegd. Ook dit concert raakte uitverkocht. Tijdens het concert zong de cast, zo goed als, alle hits uit de reeks, zoals Porselein van Yasmine en Ik wil je van de Kreuners. Ook Hugo Sigal en Janine Bischops traden mee op met hun liedjes uit de reeks. Na het concert verraste Ketnetwrapper Charlotte Leysen samen met Hugo en Janine de jongerencast met een gouden plaat voor de verkoop van 10.000 stuks van hun eerste album.
Tijdens het Ketnet Feestweekend 2019 in Plopsaland De Panne werd de cast verrast met een platina plaat en werd bekendgemaakt dat #LikeMe in Concert in 2020 terugkomt. Wegens het grote succes waren er in totaal 12 concerten aangekondigd in april en mei 2020.
Vanwege de Coronacrisis in België werd besloten om de concerten uit te stellen naar 5 en 6 september 2020. In plaats van 12 concerten in de Lotto Arena zouden ze 4 concerten in het Sportpaleis geven.
Aangezien de coronamaatregelen massa-evenementen nog niet toelieten, werden deze concerten opnieuw uitgesteld naar 13 en 14 maart 2021, tevens in het Sportpaleis. In februari 2021 werden de concerten opnieuw uitgesteld naar augustus 2021 (opnieuw door Covid-19) en vervolgens naar december.
Bij de aankondiging van seizoen 3 maakte de cast bekend dat de liveconcerten niet door zullen gaan maar dat het volledige concert wel zonder publiek wordt opgenomen om uit te zenden op nieuwjaarsdag. Dit werd in de Lotto Arena opgenomen. 
Vervolgens werden de geplande concerten uitgesteld naar april 2022, maar die zouden dan rond seizoen 3 draaien. Deze concerten konden wel doorgaan. Op 9 en 10 april 2022 stond de cast eindelijk op het podium van het Sportpaleis.
Op 8 en 9 april 2023 gaven ze opnieuw vier concerten in het Sportpaleis in Antwerpen, waarbij de show draaide rond seizoen 4.
Op 21 mei 2023 werd bekendgemaakt dat de volledige cast nog eenmalig in het Sportpaleis ging staan tijdens The Final Concert. Uiteindelijk werden het vier concerten verspreid over 2 dagen. Tijdens dit concert zong de cast de grootste hits van seizoen 1 tem. seizoen 4. Ook zong Ann Van Den Broeck, de mama van Caro, voor het eerst live mee met Afscheid Nemen Bestaat Niet. Dit concert was het definitieve afscheid van Pommelien, Camille, Francisco, Maksim, Sali, Lotte & Danny met #LikeMe.
De dag na de eerste aflevering van de tweede reeks werd aangekondigd dat de nieuwe castleden op 5 april 2025 hun eerste concert geven in de Lotto Arena.

## Merchandise

### Boeken

#### Reeks met Caro
1. #LikeMe, het verhaal van Caro
2. #LikeMe, het verhaal van Kyona
3. #LikeMe, het verhaal van Vince
4. #LikeMe, het verhaal van Yemi
5. #LikeMe, het verhaal van Camille
6. #LikeMe, het grote fanboek
7. #LikeMe, het verhaal van Merel
8. #LikeMe, het verhaal van Caro Reeks 2
9. #LikeMe, het grote fanboek Reeks 2
10. #LikeMe, het verhaal van Maria Reeks 2
11. #LikeMe, het verhaal van Scott Reeks 2
12. #LikeMe, het verhaal van Camille Reeks 2
13. #LikeMe, het verhaal van Yemi Reeks 2
14. #LikeMe, het verhaal van Vince Reeks 2
15. #LikeMe, het verhaal van Caro Reeks 3
16. #LikeMe, het verhaal van Emma Reeks 3
17. #LikeMe, het verhaal van Yemi Reeks 3
18. #LikeMe, het verhaal van Vince Reeks 3
19. #LikeMe, het  verhaal van Maria Reeks 3
20. #LikeMe, het verhaal Scott Reeks 3
21. #Likeme, het grote fanboek Reeks 3
22. #LikeMe, Avonturen In Japan van Camille
23. #LikeMe, het grote fanboek Reeks 4
24. #LikeMe, het verhaal van Caro Reeks 4
25. #LikeMe, het verhaal van Scott Reeks 4
26. #LikeMe, het verhaal van Maria Reeks 4
27. #LikeMe, het verhaal van Vince Reeks 4
28. #LikeMe, het verhaal van Camille Reeks 4
29. #LikeMe, Groetjes uit Parijs
30. #LikeMe, Festivalkriebels
31. #LikeMe, Wereldreis

#### Reeks met Mia
1. #LikeMe, Zomernacht, wat voorafging aan Mia's terugkeer
2. #LikeMe, Vonken en Vuur, wat er gebeurt na het benefietgala
3. #LikeMe, Zomerdoeboek
4. #LikeMe, My Journal
5. #LikeMe, Het Grote Fanboek
6. #LikeMe, Posterboek
7. #LikeMe, Modeboek
8. #LikeMe, Zonder Woorden, wat Oscar voelde, maar nooit zei

### Strips
1. #LikeMe, de verdwijning van Botty
2. #LikeMe, een onvergetelijke date
3. #LikeMe, het schoolreglement
4. #LikeMe, wie speelt er vals?
5. #LikeMe, vrienden in gevaar
6. #LikeMe, Er was eens

### Cd's
1. #LikeMe, cd met alle liedjes van seizoen 1
2. #LikeMe, cd met alle liedjes van seizoen 2
3. #LikeMe, cd Gelukkig zijn met nummers van specials en akoestische nummers
4. #LikeMe, cd met alle liedjes van seizoen 3
5. #LikeMe, cd met alle liedjes van seizoen 4
6. #LikeMe, cd Het Beste Van #LikeMe (3 cd's)
7. #LikeMe, cd The Final Concert (cd+dvd)
8. #LikeMe, cd met alle liedjes van seizoen 5

### Dvd's
1. #LikeMe Seizoen 1, dvd met alle afleveringen van seizoen 1
2. #LikeMe Seizoen 2, dvd met alle afleveringen van seizoen 2 (inclusief #LikeMe In Concert 1)
3. #LikeMe Seizoen 3, dvd met alle afleveringen van seizoen 3 (inclusief #LikeMe In Concert 2)
4. #LikeMe Seizoen 4, dvd met alle afleveringen van seizoen 4

### Gezelschapsspellen
1. #LikeMe Het Bordspel
2. #LikeMe Escapegame

## Discografie
De serie bevat covers van talloze liedjes die door de personages op het scherm worden gezongen. Liedjes die in de serie verschijnen, zijn onder meer "Zie ze doen" van Niels William, "Zij heeft stijl" van De Kreuners, "Per Spoor" van Guus Meeuwis, "De tegenpartij" van Clouseau en "Porselein" van Yasmine. In totaal bracht #LikeMe 6 albums en 112 nummers uit.
Het volledige album van seizoen 1 werd het best verkochte album van 2019 en kwam meteen op de eerste plaats op de Ultratop Album Top 100. Ook het album van seizoen 2 kwam ook meteen met ruime voorsprong op de eerste plaats van de Ultratop Album Top 100. De albums van Seizoen 1 en 2 scoorden dubbel platina. Het album van het derde seizoen kreeg platina. De muziek van de eerste drie seizoenen werd meer dan 90 miljoen keer gestreamed op Spotify.

### Albums
| Album met hitnotering(en) in de Vlaamse Ultratop 200 albums | Datum van verschijnen | Datum van binnenkomst | Hoogste positie | Aantal weken | Opmerkingen                               |
| ----------------------------------------------------------- | --------------------- | --------------------- | --------------- | ------------ | ----------------------------------------- |
| #LikeMe - Seizoen 1                                         | 15-03-2019            | 23-03-2019            | 1 (5wk)         | 184*         | 2x Platina / Bestverkochte album van 2019 |
| #LikeMe - Seizoen 2                                         | 13-03-2020            | 21-03-2020            | 1 (7wk)         | 126*         | 2x Platina                                |
| #LikeMe - Gelukkig zijn                                     | 08-06-2021            | 16-06-2021            | 3               | 18           |                                           |
| #LikeMe - Seizoen 3                                         | 08-04-2022            | 16-04-2022            | 1 (2wk)         | 24*          | Platina                                   |

### Singles
| Single met hitnotering(en) in de Vlaamse Ultratop 50 | Datum van verschijnen | Datum van binnenkomst | Hoogste positie | Aantal weken | Opmerkingen                 |
| ---------------------------------------------------- | --------------------- | --------------------- | --------------- | ------------ | --------------------------- |
| Allemaal                                             | 2019                  | 02-03-2019            | tip23           |              | Nr. 13 in de Radio 2 Top 30 |
| Porselein                                            | 2019                  | 23-03-2019            | tip             |              |                             |
| Het is over                                          | 2019                  | 30-03-2019            | tip             |              |                             |
| Vlaanderen m'n land                                  | 2019                  | 13-07-2019            | 44              | 1            |                             |
| J'aime la vie                                        | 2020                  | 25-01-2020            | tip42           |              |                             |
| Goeiemorgen, morgen                                  | 2020                  | 02-02-2020            | tip37           |              |                             |
| Soldiers of Love                                     | 2020                  | 02-02-2020            | tip14           |              |                             |
| Zie ze doen                                          | 2020                  | 02-03-2020            | 12              | 11           |                             |
| Laat ons een bloem                                   | 2020                  | 30-05-2020            | 9               | 11           |                             |

## Prijzen en nominaties
| Jaar | Prijs                                                 | Categorie                              | Genomineerde(n)     | Uitslag     |
| ---- | ----------------------------------------------------- | -------------------------------------- | ------------------- | ----------- |
| 2019 | Radio 2 Zomerhit                                      | Beste Doorbraak                        | -                   | Genomineerd |
| 2019 | Radio 2 Zomerhit                                      | Beste groep                            | -                   | Gewonnen    |
| 2019 | Radio 2 Zomerhit                                      | Zomerhit 2019                          | Vlaanderen m'n land | Genomineerd |
| 2019 | Story Showbizz Awards                                 | Ontdekking van het jaar                | -                   | Gewonnen    |
| 2019 | Story Showbizz Awards                                 | Favoriete tv-programma                 | -                   | Genomineerd |
| 2019 | Story Showbizz Awards                                 | Beste actrice                          | Pommelien Thijs     | Genomineerd |
| 2019 | Story Showbizz Awards                                 | Beste zangeres                         | Pommelien Thijs     | Genomineerd |
| 2019 | Loftrompet voor de Vlaamse amusementsmuziek (MENT TV) | Verrassing van het jaar                | -                   | Gewonnen    |
| 2019 | Het gala van de gouden K's                            | Ketnet-serie van het jaar              | -                   | Gewonnen    |
| 2019 | Het gala van de gouden K's                            | Ketnet-acteur/actrice van het jaar     | Pommelien Thijs     | Gewonnen    |
| 2019 | Het gala van de gouden K's                            | Coole chick van het jaar               | Pommelien Thijs     | Gewonnen    |
| 2019 | Het gala van de gouden K's                            | Ketnet-acteur/actrice van het jaar     | Maksim Stojanac     | Genomineerd |
| 2019 | Het gala van de gouden K's                            | Grave gast van het jaar                | Maksim Stojanac     | Gewonnen    |
| 2019 | Het gala van de gouden K's                            | Band van het jaar                      | -                   | Gewonnen    |
| 2020 | De Jamies                                             | Online fictie                          | -                   | Genomineerd |
| 2020 | Het gala van de gouden K's                            | Ketnet-serie van het jaar              | -                   | Gewonnen    |
| 2020 | Het gala van de gouden K's                            | Artiest van het jaar                   | -                   | Gewonnen    |
| 2020 | Het gala van de gouden K's                            | Ketnet-acteur/actrice van het jaar     | Camille Dhont       | Genomineerd |
| 2020 | Het gala van de gouden K's                            | Ketnet-acteur/actrice van het jaar     | Pommelien Thijs     | Gewonnen    |
| 2020 | Het gala van de gouden K's                            | Ketnet-acteur/actrice van het jaar     | Francisco Schuster  | Genomineerd |
| 2021 | Het gala van de gouden K's                            | Beste Ketnet programma                 | Surprise #LikeMe    | Gewonnen    |
| 2021 | Het gala van de gouden K's                            | Ketnet-acteur/actrice van het jaar     | Pommelien Thijs     | Gewonnen    |
| 2022 | Het gala van de gouden K's                            | Ketnet-acteur of -actrice van het jaar | Francisco Schuster  | Gewonnen    |
| 2022 | Het gala van de gouden K's                            | Ketnet-acteur of -actrice van het jaar | Lotte De Clerck     | Genomineerd |
| 2022 | Het gala van de gouden K's                            | Ketnet-serie van het jaar              | -                   | Gewonnen    |
| 2023 | De Ensors                                             | Beste Jeugdfictie                      | -                   | Gewonnen    |

## Trivia
- Sinds 10 maart 2020 is het eerste seizoen van #LikeMe ook te zien in Nederland via de streamingdienst Videoland.
- Sinds 28 augustus 2021 wordt #LikeMe ook uitgezonden op France 4, de dialogen zijn door andere acteurs gedubd in het Frans, de liedjes zijn vertaald naar het Engels. Pommelien, Francisco, Maksim, Sali, Lotte en Joey behouden hun zangrollen, de zangstukken van de andere castleden zijn ingezongen door andere artiesten. Ondertussen is de serie al gedubd in 10 verschillende talen. Sinds juli 2023 zijn de Engelse liedjes ook te beluisteren op YouTube en Spotify.
- Op 26 mei 2022 opende de nieuwe Ketnet-zone in Plopsaland De Panne. In deze zone werd de voormalige Viktors Race geherthematiseerd naar de #LikeMe coaster. Bezoekers betreden tijdens het wachten eerst de school van de reeks en komen onderweg via videobeelden enkele personages tegen. Het idee om #LikeMe te vereeuwigen in het park zag Plopsa als logisch gevolg door de enorme populariteit van de serie binnen hun doelgroep.